# Ponga (Burkina Faso)
Ponga è uno dei 13 villaggi del dipartimento di Zonsé. Zonsé si trova nella provincia di Boulgou ed essa si trova nella Regione del Centro-Est del Burkina Faso.